# Panchen Sonam Dragpa
Panchen Sonam Dragpa, transliterado: Pan-chen bSod-nams grags-pa, (1478-1554) fue el decimoquinto Ganden Tripa —título del líder espiritual de la escuela Gelug del budismo tibetano— o poseedor del trono del «monasterio Ganden». Sus textos forman el plan de estudios básico para la Universidad Monástica Eldres College of Drepung, el Shartse College de la Universidad Monástica Ganden y varios otros monasterios Gelug. Fue enseñado por el segundo Dalai Lama, y luego se convirtió en el maestro del tercer Dalai Lama.

## Abadía
Panchen Sonam Dragpa fue el único en haber servido como abad de los tres principales monasterios Gelug: Ganden , Sera y Drepung. Según Kelsang Gyatso , Él es la única persona que ha recibido este honor.
En 1526, a petición del segundo Dalai Lama, se convirtió en el abad del Monasterio de Drepung y enseñó allí durante unos seis años. Desde 1529 hasta 1535, desempeñó el cargo como el 15.º abad del monasterio de Ganden. En 1542 se convirtió en abad del monasterio de Sera.

## Estudios
Las obras completas de Panchen Sonam Dragpa abarcan catorce volúmenes que constituyen los libros de texto principales que todavía se usan en el currículo educativo del «Colegio Loseling», el «Shartse College» de la Universidad Monástica Ganden, en muchos monasterios de las provincias Kham y Amdo del Tíbet y en algunos monasterios en Mongolia. Los monjes en estos monasterios se califican para sus grados Geshe al depender principalmente de las obras de este gran Maestro.
La Dra. Úrsula Bernis resume los logros de Panchen Sonam Dragpa de la siguiente forma: 

un gran maestro, escritor, abad de todas las universidades monásticas a su vez, adepto Vajrayāna, cuyos libros de texto todavía se usan en día en Drepung y el maestro de dos Dalai Lamas.

McCune agrega que, en lo que respecta a sus posteriores encarnaciones, ser conocido como la encarnación de Panchen Sonam Drakpa probablemente habría sido considerado un gran honor.

## Linaje de reencarnación
Duldzin Dragpa Gyaltsen (1350-1413), uno de los ocho principales discípulos de Je Tsongkhapa, fundador de la  orden Gelugpa, se consideraba una encarnación anterior de Panchen Sonam Dragpa. Según Geshe Kelsang Gyatso fue Duldzin Dragpa Gyaltsen quien construyó el  Monasterio de Ganden. pero otras fuentes no confirman esto. Un estudiante suyo, Jamyang Choje Tashi Palden, que vivió entre 1379 y 1449, fundó el monasterio de Drepung.
Panchen Sonam Dragpa también se hizo conocido como una encarnación del gran lama e historiador  Buton Rinchen Drub.
En 1539, Panchen Sonam Dragpa fue entronizado como el primer tulku de la cámara alta (Zimkhang Gong, Wylie: gzims-khang gong-ma ) en el monasterio de Drepung.

Se cree que este linaje de reencarnación terminó con la muerte violenta de Tulku Dragpa Gyaltsen (1619-1656), pero fue seguido por su manifestación como el  Protector del Dharma Dorje Shugden.